# Louis Bacon
Louis Moore Bacon (1956, Raleigh, Carolina del Norte, Estados Unidos) es un economista, empresario y gestor de fondos de cobertura e inversor que utiliza una estrategia global especulativa (como la utilizada por George Soros en 1992) para invertir en los mercados financieros. Bacon ha estado en el ranking de las 20 personas más ricos desde el decenio de 1990. Es considerado uno de los 100 grandes inversores del siglo XX. Es el presidente de un firma de gestión de fondos de inversión libre la Moore Capital Management, en la ciudad de Nueva York.
Se estima que tiene un patrimonio neto cercano a los 1,7 mil millones de dólares, y está clasificado por Forbes en el número 707 de personas más rica del mundo.

## Datos biográficos
Nació en Raleigh, Carolina del Norte. Bacon comenzó su educación en la Escuela Episcopal de Alexandria, en Virginia, y asistió a Universidad Middlebury, donde estudió literatura [2] con cum laude. Más tarde se graduó en MBA en la Columbia Business School.
Bacon comenzó como un inversor y corredor de futuros financieros para Lehman Brothers en Nueva York. En 1986 fundó Moore Capital Management, uno de los fondo de inversión libre líderes con 15 mil millones de dólares en activos. Moore Capital tiene su sede en Nueva York, pero tiene otras oficinas en Londres y Washington D. C..
Bacon es un operador especulativo. Desarrolla la inversión con la denominada estrategia global y es una de las pocas estrellas en inversiones especulativas junto con Paul Tudor Jones.
Bacon estuvo casado con Cynthia Pigott, una experiodista de la revista Newsweek. Su segunda esposa es Gabrielle Sacconaghi. La madrastra de Bacon es Blanche Robertson Bacon, hermana de Julian Robertson, fundador de Tiger Management y uno de grandes pioneros de las empresas de fondo de cobertura.
Bacon posee numerosos inmuebles en todo el mundo. Se incluyen las residencias de los Bolton, Colorado y las Bahamas, una casa de lujo en Upper East Side ubicada en una finca de Long Island (que incluye un pabellón de caza en la cercana isla de Robins, que es propiedad de Bacon) y, entre otras propiedades, una finca de caza en un páramo de Escocia.
Bacon es un defensor de las organizaciones sin fines de lucro de protección ambiental, incluyendo la Riverkeeper (que protege la integridad ecológica del río Hudson) y un grupo para el East End (que protege y restaura el medio ambiente de este de Long Island).
En noviembre de 2007, Bacon compró la propiedad privada más grande de Colorado, el Trinchera Ranch (Rancho Trinchera) en Costilla County, Colorado de la familia Forbes. La propiedad tiene 171 400 acres (70 000 ha), y fue vendida por 175 millones de dólares, y se cree que es el precio más alto para una propiedad en EE. UU., superando el récord anterior de 165 millones de dólares pagados por una mansión de Beverly Hills que fue propiedad de William Randolph Hearst.